# إدي يوست
إدي يوست (بالإنجليزية: Eddie Yost)‏ هو لاعب كرة قاعدة أمريكي، ولد في 13 أكتوبر 1926 في بروكلين في الولايات المتحدة، وتوفي في 16 أكتوبر 2012 في Weston, Massachusetts ‏ في الولايات المتحدة.

## وصلات خارجية
- إدي يوست على موقعبيزبول رفرنس.كوم (الدوري الرئيسي) (الإنجليزية)
- إدي يوست على موقع جمعية أبحاث البيسبول الأمريكية (الإنجليزية)